# 移民者たち
『移民者たち』（Utvandrarna）は、1971年 のスウェーデン映画。
ヴィルヘルム・モーベルイの長編小説を2部作として映画化。1972年に第2作『Nybyggarna』が公開（日本では劇場未公開）。第45回アカデミー賞では作品賞を含む4部門にノミネートされ、第30回ゴールデングローブ賞では主演女優賞 (ドラマ部門)と外国語映画賞を受賞した。

## キャスト
- リヴ・ウルマン
- マックス・フォン・シドー
- エディ・アクスバーグ
- アラン・エドワール
- ハンス・アルフレッドソン
- モニカ・ゼタールンド